# Бонк, Бартломей
Бартломей Войцех Бонк (пол. Bartłomiej Wojciech Bonk; род. 11 октября 1984, Венцборк, Куявско-Поморское воеводство, Польша) — польский тяжелоатлет, призёр летних Олимпийских игр в в Лондоне (2012), призёр чемпионата мира (2013) и чемпион Европы 2015 года в весовой категории до 105 кг.

## Спортивная карьера
На Олимпиаде-2012 в Лондоне занял 3-е место в весовой категории до 105 кг.
В 2019 году после дисквалификации украинца Алексея Торохтия, к поляку перешла серебряная медаль Олимпийских игр 2012.

## Основные результаты
| Год               | Место проведение       | Вес              | Рывок (кг)       | Рывок (кг)       | Рывок (кг)       | Рывок (кг)       | Толчок (кг)      | Толчок (кг)      | Толчок (кг)      | Толчок (кг)      | Сумма            | Место            |
| Год               | Место проведение       | Вес              | 1                | 2                | 3                | Место            | 1                | 2                | 3                | Место            | Сумма            | Место            |
| Олимпийские игры  | Олимпийские игры       | Олимпийские игры | Олимпийские игры | Олимпийские игры | Олимпийские игры | Олимпийские игры | Олимпийские игры | Олимпийские игры | Олимпийские игры | Олимпийские игры | Олимпийские игры | Олимпийские игры |
| ----------------- | ---------------------- | ---------------- | ---------------- | ---------------- | ---------------- | ---------------- | ---------------- | ---------------- | ---------------- | ---------------- | ---------------- | ---------------- |
| 2012              | Лондон, Великобритания | до 105 кг        | 185              | 188              | 190              | 1                | 219              | 220              | 225              | 3                | 410              | 2                |
| Чемпионаты мира   |                        |                  |                  |                  |                  |                  |                  |                  |                  |                  |                  |                  |
| 2013              | Вроцлав, Польша        | 105 kg           | 180              | 185              | 188              | 2                | 212              | 216              | 218              | 4                | 404              | 3                |
| Чемпионаты Европы |                        |                  |                  |                  |                  |                  |                  |                  |                  |                  |                  |                  |
| 2011              | Казань, Россия         | 105 kg           | -                | -                | 180              | 4                | -                | -                | 214              | 3                | 394              | 3                |